# Бжостек (Лодзинське воєводство)
Бжостек (пол. Brzostek) — село в Польщі, у гміні Пшедбуж Радомщанського повіту Лодзинського воєводства.
Населення — 134 особи (2011).
У 1975-1998 роках село належало до Пйотрковського воєводства.

## Демографія
Демографічна структура станом на 31 березня 2011 року:
|          | Загалом | Допрацездатний вік | Працездатний вік | Постпрацездатний вік |
| -------- | ------- | ------------------ | ---------------- | -------------------- |
| Чоловіки | 67      | 9                  | 48               | 10                   |
| Жінки    | 67      | 11                 | 37               | 19                   |
| Разом    | 134     | 20                 | 85               | 29                   |